# 美馬市多目的体育館
美馬市多目的体育館 （みましたもくてきたいいくかん）は、徳島県美馬市脇町新町にある多目的体育館やテニスコート（オムニコート)、うだつ公園、会議室、トレーニング室の複合施設である。愛称は「うだつアリーナ」。

## 施設
- 構造
- 設備
  - バレーは3面、バドミントンでは6面
  - 4面あるテニスコートは、日本の公式トーナメントで最も使用されているオムニコートを採用
  - パイプイスが1500席利用できます。アリーナ2階には706席の固定席

### 概要
- 2003年2月2日にはバレーボール第5回V1リーグ男子の「トヨタ自動車VS大同特殊鋼」と「豊田工機VS東洋タイヤ」の公式戦が開催された。
- 2005年2月には、04-05 Wリーグ セミファイナル のJOMO対シャンソンの試合が開催された。
- 東南海・南海地震の際に消防・自衛隊の活動拠点として内閣府より指定されている。

## 基礎データ

### 所在地等
- 〒779-3610 徳島県美馬市脇町新町196番地
- 駐車可能台数約200台

### 利用期間
- 8:30 - 22:00
- 休館日：年末年始（12月28日 - 1月4日）

### 利用料金
- 使用料必要

## 交通
- JR穴吹駅から西部交通バス「うだつアリーナ前」下車徒歩約5分。
- 徳島自動車道脇町インターチェンジから車で12分。
- 美馬市役所から車で13分。
- 道の駅藍ランドうだつより車で5分。